# Cyamus kessleri
Cyamus kessleri is een vlokreeftensoort uit de familie van de Cyamidae. De wetenschappelijke naam van de soort is voor het eerst geldig gepubliceerd in 1873 door A. Brandt.